# یوهانس گایز
یوهانس گایز (آلمانی: Johannes Geis؛ زادهٔ ۱۷ اوت ۱۹۹۳) بازیکن فوتبال اهل آلمان است که اکنون در پست هافبک دفاعی برای باشگاه فوتبال کلن بازی می‌کند.
از باشگاه‌هایی که در آن بازی کرده‌است می‌توان به گروتر فورث، ماینتس ۰۵، شالکه ۰۴، سویا و کلن اشاره کرد.